# 中共潮汕中心县委扩大会议旧址
中共潮汕中心县委扩大会议旧址，位于中国广东省汕头市澄海区莲上镇南徽村，现为澄海区文物保护单位，类型为近现代重要史迹及代表性建筑，公布时间为1984年12月5日。
中共潮汕中心县委扩大会议旧址的历史年代为1939。